# David Emmer
David Emmer (Roma, 9 dicembre 1967) è un regista, sceneggiatore e autore televisivo italiano.

## Biografia
Nato a Roma, figlio del regista Luciano Emmer, soprannominato il giovane Piedepalumbo dei noaltri, alterna fin dai primi anni cinema e televisione. Esordisce infatti alla regia nel 1988 con Il mio giorno è la notte e La bellezza del diavolo - Viaggio nei castelli Trentini, documentari realizzati in 35 mm. Nel 1989 gira il film Impressioni d'Irlanda.
Successivamente collabora con il padre alla sceneggiatura del film Basta! Ci faccio un film (1990), al quale segue, lo stesso anno, Basta! Adesso tocca a noi (1990), in cui non solo scrive soggetto e sceneggiatura, ma interpreta come attore Dadi, uno dei ruoli principali. 
Nel 1993 inizia a lavorare in televisione in qualità di regista e autore. Dirige infatti per Rai 3 i documentari Siria - I fiori del deserto (1993) e Orlanda - La conquista della terra (1993).
Realizza il film Una vita non violenta (1999), con Adriana Asti, Jacquelin Lustig e Ninetto Davoli. Successivamente, dopo un periodo di lavoro per Mediaset, inizia la sua prolifica collaborazione con la Rai, per la quale dirige molte trasmissioni, spesso scritte insieme a Marco Giusti, Luca Rea, Stefano Raffaele, Alberto Piccinini e Claudia Alì. Tra i suoi programmi: Stracult, Cocktail d'amore, Convenscion, Isolati, Abbasso il frollocone, Bla Bla Bla, Base Luna e Troppo Giusti.
Nel 2002 è il regista del mediometraggio L'ispettore Derrick... e Harry!, opera che ha tra i protagonisti Max Tortora, Éva Henger e Max Giusti; l'opera viene presentata anche al Torino Film Festival (TFF).
All'interno delle trasmissioni, dirige spesso degli sketch interpretati da molti artisti, come Lillo e Greg, Éva Henger, Francesca Reggiani, Max Giusti, G-Max e Max Tortora, con cui il sodalizio continua anche fuori dalla televisione. Nel 2006 esce infatti il film Una settimana di risate che, pensato per l'home video, raccoglie diversi sketch con Max Tortora, Éva Henger e Roberto Andreucci.
Contemporaneamente all'attività televisiva, realizza per il teatro, da un romanzo di Michela Murgia, lo spettacolo Il Mondo deve sapere (2008), con Teresa Saponangelo. Nel 2009 dirige la serie televisiva Giochi sporchi, andata in onda su Rai 4, con Ninni Bruschetta, Andrea Lehotská e Lavinia Longhi. Dirige per Rai Scuola anche Moneyman per un giorno (2014), progetto educativo, con i comici Nicola Vicidomini e Fabian Grutt e con Carlo Fabiano e Roberta Azzarone.

## Programmi televisivi
- Stracult (Rai 2, 2000-in corso)
- Cocktail d'amore (Rai 2, 2002-2003)
- Convenscion (Rai 2, 1999-2002)
- Isolati (Rai 2, 2003)
- Abbasso il frollocone (Rai 2, 2004)
- Bla Bla Bla (Rai 2, 2005)
- Base Luna (Rai 2, 2011-2012)
- Troppo Giusti (Rai 2, 2014-2016)

## Filmografia

### Regista
- Una vita non violenta (1999)
- Una settimana di risate (2006)
- L'ispettore Derrick... e Harry! (2002)

### Sceneggiatore
- Basta! Ci faccio un film, regia di Luciano Emmer (1990)
- Basta! Adesso tocca a noi, regia di Luciano Emmer (1990)
- Una vita non violenta (1999)
- Una settimana di risate (2006)

### Televisione
- Giochi sporchi (Rai 4, 2009)
- Moneyman per un giorno (Rai Scuola, 2014)
- Edgar Allan Poe - The Last Four Days (Rai Scuola, 2018)

### Documentari
- Il mio giorno è la notte (1988)
- La bellezza del diavolo - Viaggio nei castelli Trentini (1988)
- Impressioni d'Irlanda (1989)
- Siria - I fiori del deserto (Rai 3, 1993)
- Orlanda - La conquista della terra (Rai 3, 1993)
- Agostino Riscatolato (2000)

## Teatro
- Il Mondo deve sapere (2008)